# Реал Бетис
«Реа́л Бе́тис» (исп. Real Betis Balompié, S.A.D.) — испанский профессиональный футбольный клуб из города Севилья, выступающий в испанской Ла Лиге. Образован 12 сентября 1907 года. Чемпион Испании (1935), трёхкратный обладатель Кубка Испании (1977, 2005, 2022). Домашним стадионом клуба является «Бенито Вильямарин» − один из крупнейших стадионов Испании, вместимость которого составляет 60 720 зрителей.
«Бетис» — единственная команда, участвовавшая и становившаяся победителем в трёх первых испанских лигах (Ла Лиге, Сегунде и Терсере).
Почётными членами клуба являются испанские монархи: бывший — Хуан Карлос I и его сын, нынешний король Испании — Филипп VI.
Девиз болельщиков клуба — «Да здравствует Бетис, даже когда он проигрывает!» (исп. «¡Viva el Betis manque pierda!»).

## История

### Этимология
Название клуба происходит от латинского названия реки Гвадалквивир — Baetis, являющейся основной речной магистралью автономного сообщества Андалусия. Древнеримская провинция, располагавшаяся на территории сегодняшней Андалусии, носила название «Бетика». В полном названии клуба (Real Betis Balompie) есть ещё одно слово — «balompie». Это неологизм, возникший в результате перевода на испанский язык английского слова «football» («нога-мяч») и используемый в названиях лишь трёх испанских клубов (есть также «Albacete Balompie» и «Real Balompedica Linense»). Футболистов и болельщиков «Бетиса» называют «бетикос» или «вердибланкос» («зелёно-белые»), реже — «баломпедистас».
Первоначально «Бетис» опирался на поддержку среднего и низшего классов общества. В историческом контексте это явление имело ключевой момент — «Бетис» впоследствии стал командой «бедных», а «Севилья» же, наоборот, получила поддержку аристократии.

### Образование клуба
Официальной датой основания клуба считается 12 сентября 1907 года. Но с этим не все согласны, так как есть и другие варианты — 1910 и 1914 гг. Также бытует мнение об образовании «Бетиса» в результате раскола «Севильи».
В 1905 году в Севилье — четвёртом по величине городе Испании — по инициативе местных властей было решено создать футбольный клуб, которому сразу же дали название города — «Sevilla Football Club». Так как желающих выступать за неё футболистов было много (Андалусия является крупнейшим регионом Испании как по территории, так и по численности населения), руководство новоявленного клуба решило отбирать игроков только из определённой категории, а именно — представителей высшего класса. Следовательно, для всех остальных двери в команду были закрыты.
Подобная политика вызвала волну негодования в андалузском обществе. Спустя два года студенты политехнического колледжа Севильи с улицы Сервантеса решили создать свой отдельный клуб, в противовес существовавшему и дали ему незамысловатое название — «Sevilla Balompie». Чуть позже к ним присоединились некоторые руководители «Севильи», недовольные политикой отбора игроков. Таким образом, в 1907 году в Севилье было два футбольных клуба — «Sevilla Football Club» и «Sevilla Balompie».
В 1910 году был создан ещё один клуб — «Betis Football Club», названный в честь реки Гвадалквивир, о чём упоминалось выше. В 1914 году «Sevilla Balompie» и «Betis Football Club» слились воедино и образовался клуб «Betis Balompie». В том же году в знак особого внимания и покровительства со стороны королевского двора он получил приставку «Real», которая в такт политическим изменениям в стране то отпадала, то появлялась вновь.

### Цвета команды
Расцветка клуба также уходит корнями глубоко в историю. Изначально ни у «Sevilla Balompie», ни у «Betis Football Club» не было каких то определённых цветовых предпочтений. Команды играли в простых футбольных формах, имевших чёрно-белую расцветку, реже использовался фиолетовый цвет. В 1912 году Мануэль Рамос Асенсио, один из основателей клуба, вернулся из Глазго с комплектом зелено-чёрных полосатых футболок, подаренных местным клубом Селтик, и предложил «Бетису» принять эти цвета. Такую расцветку впоследствии посчитали несчастливой, так как в форме кельтов команда проиграла несколько матчей подряд и позже было решено взять цвета флага Андалусии, принятого в 1918 году.
Зелёным флагом, появившимся в Андалусии в VIII веке, был штандарт Династии Омейядов. Белый был цветом альмохадов. Белый цвет, знамя альмохадов, пересекает зелёный цвет омейядов, символизируя союз двух народов.
18 июля 1195 года альмохадский султан Якуб аль-Мансур (Юсуф II) разбил Альфонсо VIII Кастильского в Битве при Аларкосе. В напоминание об этой победе было приказано повесить бело-зелёное знамя на здание Севильской мечети. Таким образом, белый и зелёный цвета стали цветами Андалусии, что впоследствии оказало влияние на формирование цветовой гаммы нынешнего «Бетиса».

#### Форма

##### Домашняя
| 1995/97 | 1998/99 | 2002/03 | 2003/04 | 2004/06 | 2006/07 | 2007/08 | 2008/09 | 2009/10 | 2010/11 |
| 2011/12 | 2012/13 | 2013/14 | 2014/15 | 2015/16 | 2016/17 | 2017/18 | 2018/19 | 2019/20 | 2020/21 |
| 2021/22 | 2022/23 | 2023/24 | 2024/25 | 2025/26 |         |         |         |         |         |

##### Гостевая
| 1995/97 | 1997/98 | 1998/99 | 1999/00 | 2000/01 | 2001/02 | 2002/03 | 2003/04 | 2004/06 | 2006/07 |  |  |  |
| 2007/08 | 2008/09 | 2009/10 | 2010/11 | 2011/12 | 2012/13 | 2013/14 | 2014/15 | 2015/16 | 2016/17 |  |  |  |
| 2017/18 | 2018/19 | 2019/20 | 2020/21 | 2021/22 | 2022/23 | 2023/24 | 2024/25 | 2025/26 |         |  |  |  |

##### Резервная
| 2002/03 | 2004/06 | 2006/07 | 2008/09 | 2009/10 | 2011/12 | 2012/13 | 2013/14 | 2014/15 | 2015/16 |         |         |         |         |
| 2016/17 | 2017/18 | 2018/19 | 2019/20 | 2020/21 | 2021/22 | 2022/23 | 2023/24 | 2024/25 | 2025/26 | 2025/26 | 2025/26 | 2025/26 | 2025/26 |

Источники:,

## Эпохи

### Бенито Вильямарин
Бенито Вильямарин считается одним из самых лучших президентов «Бетиса» за всю историю. Ступил на свою должность в нелёгкие для клуба времена: лишь несколько лет назад команда поднялась в Сегунду, но когда пришёл новый президент, то он сразу обозначил свои цели — быстрый выход в Примеру и новый стадион. Своё слово руководитель сдержал, и «Бетис» спустя три года вышел в высший испанский дивизион с первого места. К тому времени в составе дебютировал Луис дель Соль — восходящая звезда и один из важных игроков в истории клуба. Левый вингер позже покинул «Бетис» ради мадридского «Реала».
За время правления Вильямарина команда закрепилась в Примере, долгое время была крепким коллективом. Именно в тот период президент принял важнейшее решение за все время работы — он выкупил право собственности на стадион «Гелиополис» за сумму в размере более 14 млн песет. Такой поступок воздвиг Бенито в ранг любимца болельщиков «Бетиса». Но среди его множества успешных решений было одно, которое до сих пор не даёт спокойствия поклонникам команды — продажа Луиса дель Соля.
Бенито Вильямарин скончался из-за рака. Впоследствии стадион будет носить его имя почти сорок лет. Но позже, когда к власти пришёл Мануэль Руис де Лопера, домашняя арена «Бетиса» начала называться в его честь. Однако такая акция нового президента просуществовала недолго — он дважды был судим за растрату клубного имущества.
16 октября 2010 года состоялось голосование на выбор названия стадиона. За «Бенито Вильямарин» отдали свои голоса более 67 % опрошенных, за «Гелиополис» — чуть больше 30 %, а «Мануэль Руис де Лопера» не собрал и 2 %.

### Руис де Лопера
Летом 1992 года клуб был близок к распаду из-за образовавшихся долгов. Однако банкротство было предотвращено: 45-летний севильский предприниматель Мануэль Руис де Лопера покрыл все долги клуба, сосредоточив в своих руках 51 % капитала и став мажоритарным акционером «Бетиса». Под управлением де Лоперы «Бетис» впервые за 28 лет завоевал титул, выиграв в 2005 году Кубок Испании и впервые в своей истории смог пробиться в Лигу чемпионов.
Ко второй победе в Кубке Испании «бетикос» были близки ещё в 1997 году, но в драматичном матче уступили «Барселоне» на «Сантьяго Бернабеу» 2:3. В конце того же года Руис де Лопера пошёл на сделку по трансферу одного из самых перспективных игроков сборной Бразилии Денилсона. На покупку молодого вингера клуб выложил на тот момент рекордную сумму в 23 млн фунтов, а контракт с игроком был подписан на 11 лет. Однако рекордный трансфер Денилсона не помог андалусийцам избежать вылета в сезоне 1999/00, когда клуб оказался по итогам сезона на 18-м месте. Сезоном позже клуб смог вернуться из Сегунды в Примейру, заняв 2-е место (победителем же стала «Севилья») и в последующие три сезона клуб находился в первой десятке, а в сезоне 2002/03 занял 6-е место.
Сезон 2004/05 стал переломным для «Бетиса». Клуб смог завоевать первый за 28 лет трофей и впервые в своей истории пробиться в Лигу чемпионов. Уверенно начав чемпионат, «бетикос» под руководством Лоренцо Серра Феррера начали сдавать позиции в середине чемпионата, но выдав ударную концовку, смогли зацепиться за 4-е место, тем самым завоевав заветную путёвку. В конце сезона они повторили успех 1977-го, обыграв в финале Кубка Испании «Осасуну» на стадионе «Висенте Кальдерон». Победный гол на 115-й минуте забил собственный воспитанник Дани. Более того, «Бетис» стал первой командой из Андалусии, которая смогла пробиться в групповой этап Лиги Чемпионов. В отборочном матче команда победила «Монако» с общим счётом 3:2. «Бетис» попал в «группу смерти» с тогдашним победителем Лиги чемпионов «Ливерпулем», чемпионом Англии «Челси» и чемпионом Бельгии «Андерлехтом». Вплоть до последнего тура «Бетис» боролся за выход в плей-офф, но в итоге занял лишь 3-е место, продолжив выступление в Кубке УЕФА. Там клуб дошёл лишь до 1/8 финала, неожиданно уступив «Стяуа».
После этого начался трудный период. Приглашая таких именитых тренеров, как Ирурету, Купера и Фернандеса, владелец Руис де Лопера тем не менее не смог вернуть клубу былые позиции. Обладая внушительным по именам составом в 2009 году «Бетис» сенсационно вылетел в Сегунду, заняв 18-е место по итогам чемпионата. В Примеру удалось вернуться лишь 2 года спустя. Именно в этот период де Лопера решил продать клуб Луису Оливеру, но сделка попала под подозрение местной прокураторы, и операцию заморозили.
В конце 90-х Руис де Лопера решил назвать стадион своим именем, а ещё через несколько лет на «Бенито Вильямарин» был установлен памятник действующему президенту. Де Лопера заявил о своём желании продать свои акции в 2010 году. Клуб был продан за 18 миллионов евро. За год до этого де Лопера отказался продать контрольный пакет акций арабскому шейху Хумаиду Бен Рашиду аль-Нуайми за 90 миллионов евро. Когда же выяснилось, что новым руководителем клуба должен стать Луис Оливер, который уже успел поруководить в «Хересе» и «Картахене» и оставить оба клуба в финансовой руине, болельщики «Бетиса» вышли на улицы. Они были убеждены, что Оливер всего лишь ширма, за которой будет прятаться де Лопера. За двадцать процентов от всех выставленных на продажу акций дон Мануэль в своё время не заплатил. Продажу акций компании Оливера Bitton Sport суд приостановил. Оставалось установить, кто скрывается за этой фирмой. Полиция распутала клубок подставных компаний, замешенных по этому делу. Акции клуба собирались приобрести люди из банка Cajasol и правительство провинции Андалусия. Судья Мерседес Алайя заблокировала продажу акций Оливеру и его таинственным инвесторам и передала клуб в управление бывшему игроку Бетиса Рафе Гордильо.

## Соперничество с «Севильей»

### Матчи
«Бетис» поначалу был особенно популярен в бедных районах на западном берегу Гвадалквивира, в стороне от исторического центра и основных достопримечательностей столицы Андалусии. Однако за более чем сотню лет все настолько перемешалось, что о классовом и географическом делении говорить уже не приходится. Есть только одно правило — фанатичная любовь к командам передаётся из поколения в поколение.
Первый матч между двумя севильскими клубами состоялся в 1915 году и завершился победой «Севильи» со счётом 4:3. Встреча проходила в рамках местечкового турнира Копа дель Дьюк де Санто Мауро (Кубок герцога Святого Мауро).
Но интересно даже не это: начиная уже с дебютной игры отношения между болельщиками и футболистами противоборствующих клубов стали резко отрицательными. Застрельщиками выступили фанаты «Севильи», кричавшие с трибун: «Пепиньос, пепиньос!» («Огурцы!» — из-за того что игроки «Бетиса» вышли на поле в зелёной форме.) В конце концов саппортеры «рохибланкос» (красно-белые цвета традиционны для «Севильи») вообще выбежали на поле и судья должен был прекратить матч раньше времени. Так в столице Андалусии началась война между двумя футбольными клубами, которая продолжается и по сей день.
В сезоне 1982-83 состоялась грандиозная драка, в результате которой встречу досрочно завершили сразу трое футболистов: «севиллиста» Санти и «баломпедистас» Канито и Диарте. Один из игроков «Бетиса» получил после бойни дисквалификацию на семнадцать матчей — самый строгий на тот момент дисциплинарный приговор в «Лиге звёзд».
В 1997 году в последнем туре Примеры фанаты «вердибланкос» призвали свою команду проиграть домашний матч хихонскому «Спортингу», так как в таком случае «Севилья» гарантированно покидала бы Примеру, что, собственно и произошло. «Спортинг», получив внушительную поддержку от «вердибланкос», выиграл матч со счётом 1:0, приведя в восторг фанатов «бело-зелёных».
«Севилья» ответила «бетикос» через три года: вновь покидая Примеру, «рохибланкос» последнем туре без особой борьбы уступили на своём поле «Овьедо», конкуренту «Бетиса» в борьбе за выживание — в итоге оба севильских коллектива отправились в Сегунду.
В 2003 году на стадионе «Рамон Санчес Писхуан» один из болельщиков «Севильи» даже бросился с кулаками на вратаря «Бетиса» Тони Пратса.
В 2007 году севильское дерби на арене «Бетиса» «Мануэль Луис де Лопера» (ныне «Бенито Вильямарин») вообще не было доиграно. Когда Фредерик Кануте открыл счёт, 30-летний болельщик «Бетиса» (впоследствии лишённый права посещать домашние матчи своей команды) бросил бутылку в голову главного тренера «Севильи» Хуанде Рамоса. Его унесли с поля на носилках, он был отправлен в больницу, а матч доигрывался спустя несколько недель на нейтральном поле в Хетафе без зрителей.

### Игроки
Футболисты, осуществившие прямые переходы из стана одного севильского клуба в другой.
В 1946 году «Бетис», находившийся в экономическом кризисе, принял решение продать своего лучшего защитника Франсиско Антунеса в «Севилью». Игрок не желал покидать команду, а фанаты «вердибланкос» осаждали офисы клуба, требуя отмены трансфера. «Бетис» решил отменить трансфер. Дело дошло до суда, и, согласно его решению, Антунес отправился в «Севилью». «Бетис» старался перекупить игрока обратно, но сумма клаусулы была слишком большой для тогдашнего бюджета клуба. Сам игрок не подвергался атакам со стороны болельщиков «Бетиса», поскольку фанаты знали, что трансфер осуществлён помимо его желания.
В июле 1988 года защитник «бетикос» Диего Родригес Фернандес перешёл в «Севилью». Он был воспитанником «Тенерифе», отыгравшим в «Бетисе» шесть лет. Позже Диего вспоминал, что партнёры отговаривали его от предложения «Севильи». В новом клубе он стал одним из самых харизматичных игроков и провёл в стане «рохибланкос» восемь лет, дослужившись до капитанской повязки. Все это время он получал бесчисленные угрозы от фанатов «Бетиса».
Ныне «Бетис» и «Севилья» стараются избегать подписания игроков, выращенных и поигравших у своего принципиального соперника. Последним выпускником «кантеры вердибланка», поигравшем в составе «Севильи» был Фернандо Салес. У «Бетиса» же в нынешнем составе играет фланговый защитник Антонио Барраган. Сальва Севилья также поиграл в обоих клубах, но воспитанником ни той, ни другой команды не является.
В первом туре розыгрыша чемпионата Испании 2007/08, «Севилья» принимала «Хетафе». 22-летний левый защитник Антонио Пуэрта, сыгравший свой первый матч за сборную Испании, неожиданно упал в собственной штрафной площади. Ветераны команды, голкипер Андрес Палоп и защитник Ивица Драгутинович, подбежали к Пуэрте, пытаясь сделать все, чтобы он не проглотил язык. Пуэрта, пошатываясь, встал на ноги и ушёл с поля, только что пережив приступ сердечной недостаточности. В раздевалке с молодым футболистом случился повторный сердечный приступ, и его отвезли в больницу, в которой он умер спустя три дня, 28 августа.
Болельщики «Севильи» и «Бетиса» сплотились, чтобы проводить Антонио Хосе Пуэрту Переса в его последний путь. На его могиле до сих пор видны венки с зелёными ленточками — фанаты «Бетиса» скорбят по игроку точно так же, как и болельщики севильистас.

## Дерби и ультрас
У клуба «Реал Бетис» есть два главных дерби, это матчи с клубом «Севилья» (это противостояние называется Севильское дерби). Второе дерби с клубом «Малага» (это дерби носит название Андалусийское дерби). Есть так же дерби с клубом «Кадис». Также принципиальными соперниками являются: «Реал Овьедо» («Symmachiarii»).
Ультрас-группы «Реал Бетиса»: «Supporters Gol Sur», «United Family». Друзьями считаются: «Атлетико Мадрид», «Рекреативо», «Спортинг Хихон».

## Текущий состав

### Основной состав
| 13 | Флаг Испании   | Вр  | Адриан                | 1987 |  |  |  |  |  |
| 25 | Флаг Испании   | Вр  | Фран Вьейтес          | 1999 |  |  |  |  |  |
|    |                |     |                       |      |  |  |  |  |  |
| 2  | Флаг Испании   | Защ | Эктор Бельерин        | 1995 |  |  |  |  |  |
| 3  | Флаг Испании   | Защ | Диего Льоренте        | 1993 |  |  |  |  |  |
| 5  | Флаг Испании   | Защ | Марк Бартра (капитан) | 1991 |  |  |  |  |  |
| 6  | Флаг Бразилии  | Защ | Натан                 | 2001 |  |  |  |  |  |
| 12 | Флаг Швейцарии | Защ | Рикардо Родригес      | 1992 |  |  |  |  |  |
| 15 | Флаг Франции   | Защ | Ромен Перро           | 1997 |  |  |  |  |  |
| 23 | Флаг Сенегала  | Защ | Юссуф Сабали          | 1993 |  |  |  |  |  |
| 24 | Флаг Испании   | Защ | Айтор Руибаль         | 1996 |  |  |  |  |  |
| 32 | Флаг Сенегала  | Защ | Нобель Менди          | 2004 |  |  |  |  |  |
|    |                |     |                       |      |  |  |  |  |  |
| 4  | Флаг США       | ПЗ  | Джонни Кардозо        | 2001 |  |  |  |  |  |

| 14 | Флаг Португалии | ПЗ  | Вильям Карвалью   | 1992 |  |  |  |  |  |
| 16 | Флаг Испании    | ПЗ  | Серхи Алтимира    | 2001 |  |  |  |  |  |
| 18 | Флаг Испании    | ПЗ  | Пабло Форнальс    | 1996 |  |  |  |  |  |
| 20 | Флаг Аргентины  | ПЗ  | Джовани Ло Чельсо | 1996 |  |  |  |  |  |
| 21 | Флаг Испании    | ПЗ  | Марк Рока         | 1996 |  |  |  |  |  |
| 22 | Флаг Испании    | ПЗ  | Иско              | 1991 |  |  |  |  |  |
|    |                 |     |                   |      |  |  |  |  |  |
| 7  | Флаг Бразилии   | Нап | Антони            | 2000 |  |  |  |  |  |
| 9  | Флаг Аргентины  | Нап | Чими Авила        | 1994 |  |  |  |  |  |
| 10 | Флаг Марокко    | Нап | Эз Абде           | 2001 |  |  |  |  |  |
| 11 | Флаг ДР Конго   | Нап | Седрик Бакамбу    | 1991 |  |  |  |  |  |
| 19 | Флаг Колумбии   | Нап | Хуан Эрнандес     | 1999 |  |  |  |  |  |
| 36 | Флаг Испании    | Нап | Хесус Родригес    | 2005 |  |  |  |  |  |

### Закреплённые номера
Номер 26 навечно закреплён за Мики Роке.

## Достижения

### Национальные
- Чемпионат Испании
  - Чемпион: 1934/35
- Кубок Испании
  - Обладатель (3): 1976/77, 2004/05, 2021/22
  - Финалист (2): 1931, 1996/97
- Второй дивизион
  - Победитель (5): 1931/32, 1941/42, 1970/71, 2010/11, 2014/15
- Региональный Чемпионат/Трофей Манкомунадо
  - Вице-чемпион: 1932/33
- Кубок Андалусии
  - Обладатель: 1927/28
  - Финалист (13): 1919/20, 1920/21, 1922/23, 1923/24, 1924/25, 1925/26, 1926/27, 1928/29, 1929/30, 1930/31, 1931/32, 1938/39, 1939/40
- Кубок Севильи
  - Обладатель (5): 1910, 1911, 1912, 1914, 1915
- Иберийский кубок
  - Финалист (2): 1935, 2005

### Международные
- Лига конференций УЕФА:
  - Финалист: 2025

### Индивидуальные

#### Трофей Пичичи
- Поли Ринкон (1982/83)

#### Трофей Саморы
- Хоакин Уркиага (1934/35)
- Педро Харо (1994/95)

## Клубные рекорды
- Самая крупная победа: «Бетис» 12:1 «Эрнан Кортес» (Кубок Испании 1-й раунд, сезон 2023/24)
- Самое крупное поражение: «Бильбао» 9:1 «Бетис» (Примера, сезон 1932/33)
- Игрок с наибольшим кол-вом матчей в Примере: Хоакин Санчес (445 игр) (2001—2006, 2015—2023)
- Игрок с наибольшим кол-вом проведённых на поле минут: Хосе Рамон Эснаола (27 172 минуты) (73/74-84/85)
- Игрок с наибольшим кол-вом голов в Примере: Иполито Ринкон (78 голов) (1981/82—1988/89)
- Игрок с наибольшим кол-ом голов в общей сложности: Рубен Кастро (148)
- Лучший бомбардир клуба в европейских соревнованиях: Альфонсо Перес (8)
- Последний на сегодняшний день игрок в испанской сборной: Серхио Каналес, Пау Лопес
- Первый игрок Бетиса, забивший гол на чемпионате мира: Хуанито (2006, в ворота Саудовской Аравии)
- Рекордная трансферная покупка: Денилсон (1997 год, 33,5 млн долларов США)
- Рекордная трансферная продажа: Фабиан (2018, 30 млн евро)

| №     | Игрок          | Голы | Матчи |
| ----- | -------------- | ---- | ----- |
| 1     | П. Ринкон      | 78   | 223   |
| 2     | Рубен Кастро   | 77   | 176   |
| 3     | Альфонсо Перес | 69   | 197   |
| 4     | Ансола         | 54   | 114 ю |
| 5     | Хоакин         | 55   | 445   |
| 6—7   | Г. Кальдерон   | 38   | 131   |
| 6—7   | Д. Финиди      | 38   | 130   |
| 8     | Еду            | 36   | 136   |
| 9     | Л. Арагонес    | 33   | 82    |
| 10—11 | Р. Оливейра    | 32   | 62    |
| 10—11 | Борха Иглесиас | 32   | 108   |

## Факты
- Талисманом «Бетиса» является Palmerin — пальма, переодетая в футбольную форму клуба. Название происходит от названия улицы, на которой находится стадион «Бенито Вильямарин» — Шоссе Пальмы[исп.]. Талисманом Palmerin стал относительно недавно. В честь столетия клуба в 2007 году руководство организовало конкурс и среди десятка самых оригинальных вариантов выбор пал на Palmerin, разработанный Альваро Понсе. Талисман был представлен публике 7 января 2007 года, когда «Бетис» на своём поле принимал «Сельту» и выиграл со счётом 1:0 благодаря голу бразильца Рафаэля Собиса;
- 30 сентября 2018 года в матче 7 тура Ла Лиги «Бетис» — «Леганес» на стадионе «Бенито Вильямарин» был установлен рекорд испанских чемпионатов — хозяева поля владели мячом 82,51 % игрового времени. Предыдущий рекорд принадлежал «Барселоне» Пепа Гвардиолы[12].
- Среди болельщиков клуба числится много известных личностей, к примеру испанский певец Алехандро Санс, бывший премьер-министр Испании Фелипе Гонсалес, звезда Голливуда Джонни Депп и пр. Ныне покойная испанская герцогиня Альба была самой известной в стране болельщицей «Бетиса», однако несмотря на своё положение никогда не вмешивалась во внутренние дела клуба[13][14][15][16][17].
- С 1960 года на реке Гвадалквивир ежегодно проводится регата между «Бетисом» и «Севильей»[18].